# Oneiromancer
Oneiromancer (vertaling: voorspeller/bezweerder van dagdromen) is een van de muziekalbums van Aidan Baker uit 2005. Het is een soloalbum met donkere industrial ambientmuziek. Het album ging vergezeld van een tweede compact disc met een suite van vijf titelloze stukken, die Baker live speelde in april 2005 in Toronto. Hij speelde aldaar alleen gitaar. Ook het studiodeel is opgenomen in Toronto.
Bij het "instrumentarium" staat stem vermeld. Er is echter geen sprake van zang, maar enkel van gemompel dan wel naar de achtergrond gedrongen praten.

## Musici
- Aidan Baker – elektrische gitaar, basgitaar, loops, piano, percussie- en drummachine, stem.

## Muziek
| Nr. | Titel                                 | Duur  |
| --- | ------------------------------------- | ----- |
| 1.  | Wake up                               | 14:32 |
| 2.  | Death too wrapped in dream            | 10:38 |
| 3.  | Do you remenber me (from your dreams) | 10:22 |
| 4.  | Dreams of broken glass                | 5:00  |
| 5.  | Beter noires                          | 17:00 |